# Campanula spryginii
Campanula spryginii är en klockväxtart som beskrevs av Saksonov och Nikolai Nikolaievich Tzvelev. Campanula spryginii ingår i släktet blåklockor, och familjen klockväxter. Inga underarter finns listade i Catalogue of Life.